# Baba Yaga (storia a fumetti)
Baba Yaga è l'undicesima storia a fumetti di Valentina, celebre personaggio creato da Guido Crepax. Si tratta della prima storia in cui compare l'eponima antagonista ispirata alla strega della tradizione russa, che costituirà un unico arco narrativo con le successive storie Barbablù, Annette e Il piccolo re. Da questa storia è stato tratto il film del 1973 di Corrado Farina.

## Trama
Valentina, uscendo dal cinema insieme a Philip, rischia di essere investita da un'auto. L'intervento tempestivo di Philip con il suo potere paralizzante la salva e dall'auto scende Baba Yaga. Quest'ultima prende in prestito una spilla da Valentina e la invita nella sua bizzarra casa per un servizio fotografico. Nella casa di Baba Yaga, Valentina scopre un armadio senza fondo e un buco nel pavimento; all'interno di una stufa trova una bambola, Annette, che Baba Yaga le regala, insistendo che non se ne separi mai. Tuttavia, le foto scattate da Valentina risultano distorte, e la stessa notte sogna Annette che le morde il collo come un vampiro.
Le macchinazioni di Baba Yaga si intensificano: Valentina viene ipnotizzata a casa sua attraverso il telefono e la televisione, mentre Philip viene picchiato per strada. Nello studio fotografico, una modella di Valentina si ammala e Rowena, la sostituta, viene punta dalla spilla di Annette, con le foto che mostrano Valentina responsabile. Baba Yaga ordina a Valentina di rovinare una foto di Philip per spezzare il suo potere, causando a Philip un bruciore agli occhi. La spirale di eventi culmina con la morte di un uomo che Valentina aveva appena fotografato, e poi quella di Rowena, eventi che fanno sentire in colpa Valentina. Philip sospetta della macchina fotografica e ha incubi sulla morte di Valentina. La macchina fotografica viene infine rubata dall'uccello Amleto e consegnata a Baba Yaga.

## Personaggi

### Valentina Rosselli
Fotografa milanese, in questa storia ha a che fare con paranoie e sensi di colpa a causa delle manipolazioni di Baba Yaga.

### Philip Rembrandt
Compagno di Valentina, la salva da Baba Yaga all'inizio della storia, ma è impotente davanti ai comportamenti manipolatori di quest'ultima.

### Baba Yaga
Signora di mezza età, apparentemente dotata di misteriosi poteri magici, si introduce nella vita di Valentina sottomettendola alla sua volontà e cercando di allontanarla da Philip. Vive in una grande casa con bizzarri animali esotici, come il serpentario Amleto ed il camaleonte Prospero.

## Pubblicazioni
- Ali Baba Yaga aprile 1971
- Milano Libri (Valentina nella stufa) maggio 1973
- RCS (Volume 4) 2007
- Salani (Trilogia di Baba Yaga) 2010
- Mondadori (Volume 2) 2014
- Feltrinelli (Chi ha paura di Baba Yaga?) 2025